# Lombardische Sprache

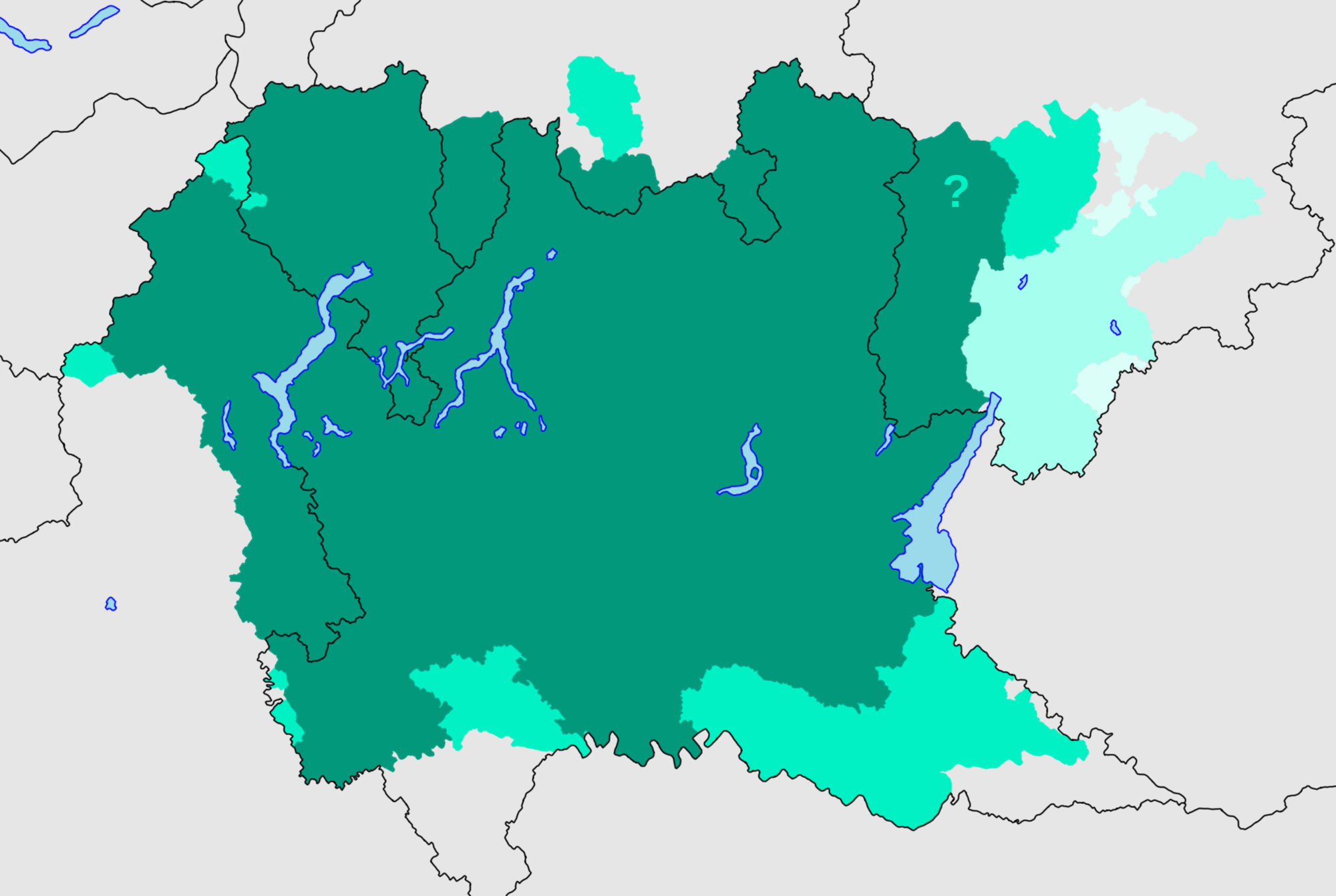
Verbreitung der lombardischen Sprache in Europa:
Gebiete, in denen Lombardisch gesprochen wird
Gebiete, in denen Lombardisch neben anderen Sprachen gesprochen wird (Alemannisch, Bündnerromanisch und Ladinisch) und Sprachübergangsgebiete (mit Piemontesisch, Emilianisch und Venetisch)
Einflussgebiete des Lombardischen (über das Venetische)
? Gebiete mit ungewisser Verbreitung des Ladinischen

Die lombardische Sprache (lombardisch lumbaart, lombard) ist eine Gruppe verwandter, zu den romanischen Sprachen zählender Sprachvarietäten. Sie werden in der Lombardei, in den piemontesischen Provinzen Verbano-Cusio-Ossola und Novara, im Trentino, im Tessin, in den Südtälern Graubündens und in Brasilien (Botuverá, Santa Catarina) gesprochen.
Das Lombardische wird von Ethnologue und dem Roten Buch über gefährdete Sprachen der UNESCO als eigene Sprache klassifiziert. Aufgrund der seit den 1960er Jahren einsetzenden Tendenz, die italienische Schriftsprache auch als Umgangssprache zu verwenden, ist das Lombardische stark im Rückgang begriffen und als gefährdete Sprache einzustufen.

## Gliederung

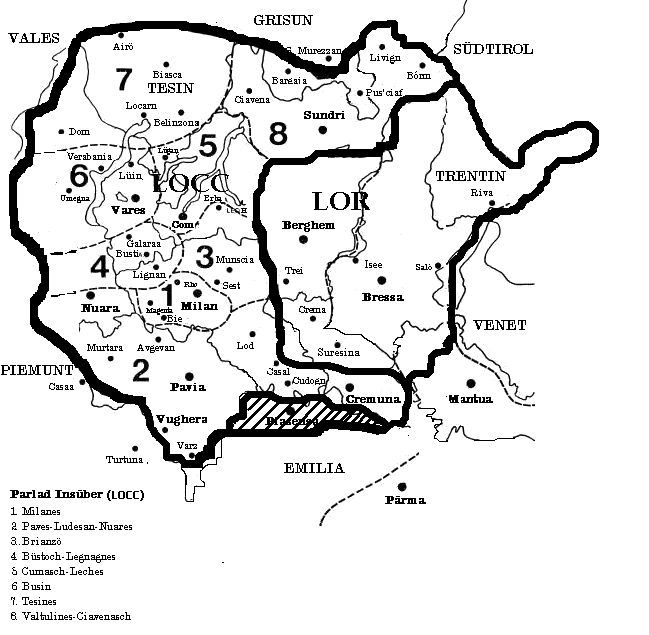
Die lombardischen Dialekte

Die lombardischen Varietäten lassen sich grob in zwei bis drei Gruppen einteilen:
- Westlombardisch, gesprochen in den italienischen Provinzen Novara, Verbano-Cusio-Ossola, Varese, Como, Sondrio, Lecco, Monza und Brianza, Mailand, Pavia, Lodi sowie in den Schweizer Kantonen Tessin und Graubünden
  - eine autonome Gruppe innerhalb des Westlombardischen bildet das Alpinlombardische, das im Val d’Ossola, im Sopraceneri, im Misox, um Chiavenna, im oberen Veltlin, im Bergell, im Puschlav und in Livigno gesprochen wird
- Ostlombardisch, gesprochen in den italienischen Provinzen Bergamo, Brescia, Trient sowie in und um Crema.

Die westlombardischen Varietäten des Veltlins und Graubündens stehen den angrenzenden rätoromanischen Varianten nahe.

## Eigenschaften

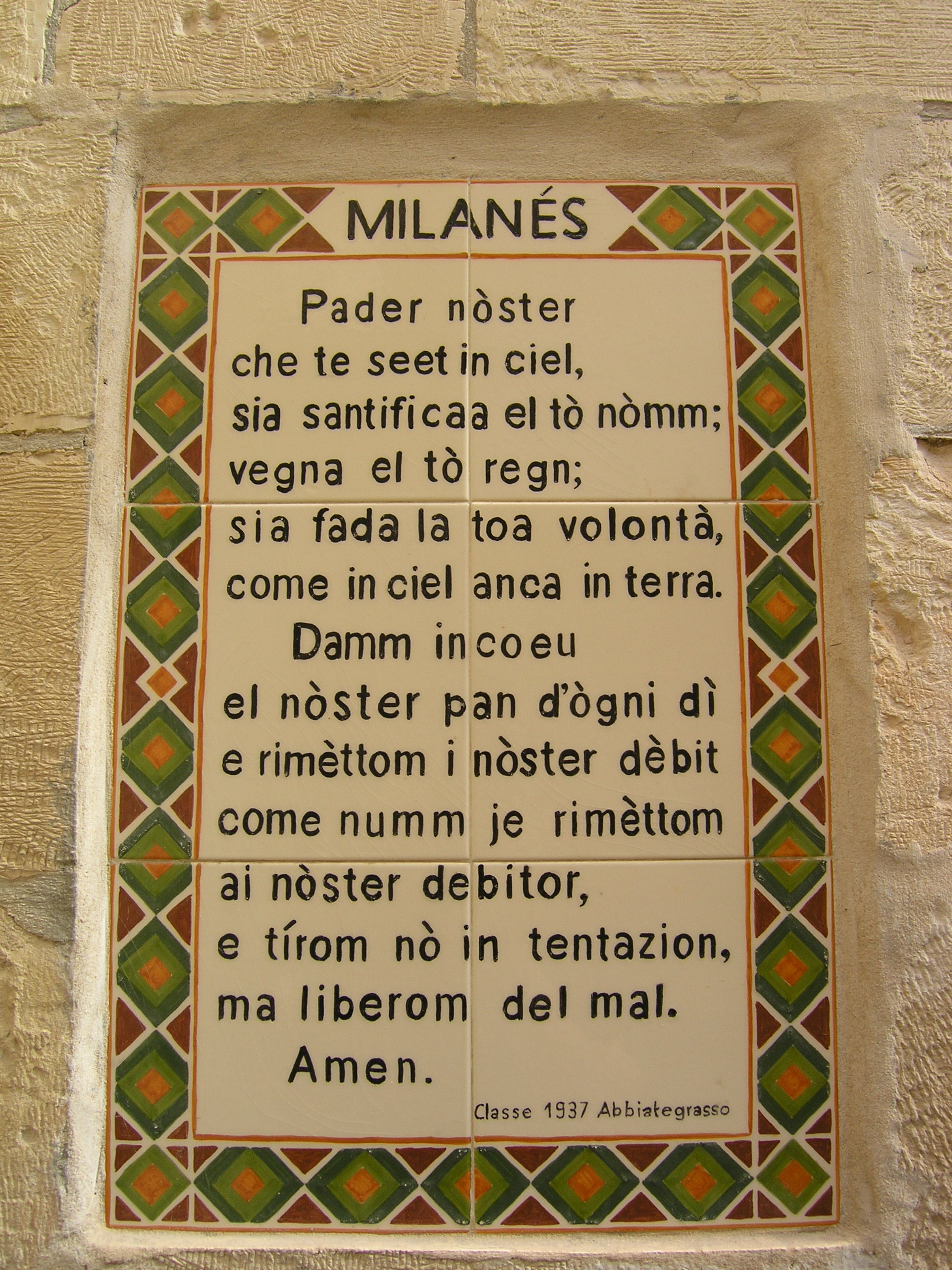
Das Vaterunser im Mailänder Dialekt (Paternosterkirche, Jerusalem)

### Phonologie
- Im Gegensatz zu den meisten anderen romanischen Sprachen gibt es in vielen lombardischen Dialekten (ähnlich wie im Rätoromanischen) phonematische Vokalquantität, zum Beispiel pas [paːs] ›Frieden‹ vs. pass [pas] ›Schritt‹, ciapaa [ʧaˈpaː] ›genommen m.‹ vs. ciapà [ʧaˈpa] ›nehmen‹.
- Ein typisches Merkmal des Lombardischen, das auch benachbarte romanische Dialekte, das Rätoromanische sowie das Französische kennen, ist die Palatalisierung des betonten lateinischen ū zu /yː/ʏ/: Müür, tüss ›Wand, alles‹ (lat. mūru(m), totus); toskanisch bzw. italienisch muro, tutto, und ō zu /øː/œ/: Röda, incö ›Rad, heute‹ (lat. rota, hinc hodie; tosk./it. ruota, oggi).
- Wie in den angrenzenden romanischen Mundarten, im Rätoromanischen und im Französischen wird auslautender Vokal mit Ausnahme von /a/ apokopiert, zum Beispiel mund, mond ›Welt‹ (aus lat. mundu(m); vgl. tosk./it. mondo).
- Lombardisch kennt verbreitet Erhalt von lateinischem /u/, etwa cur ›rennen‹ (lat. currere, aber toskanisch und daher it. correre); tur ›Turm‹ (lat. turri(m), aber tosk./it. torre). Auch Hebung von lateinisch /o/ zu /u/ ist wie in den benachbarten Varietäten üblich, vergleiche pudè, pudé, pudì ›können‹ (von vulgärlat. potere für klass. lat. posse; vgl. it. potere).
- Die lateinischen Cluster cl- und gl- werden zu c(i)- [t͡ʃ], g(i)- [d͡ʒ] palatalisiert, etwa ciamà ›rufen‹ (aus lat. clamare; vgl. it. chiamare) bzw. gièra ›Kies‹ (aus lat. glarea(m); vgl. it. ghiaia).
- Das Lombardische kennt sodann Lenisierung stimmloser Verschlusslaute in intervokalischer Position, etwa fadiga ›müde‹ (aus lat. fatiga(m); vgl. it. fatiga), muneda, moneda ›Münze, Geld‹ (aus lat. moneta(m); vgl. it. moneta).
- Lateinisch -ce, -ge werden zu alveolaren Affrikaten oder Sibilanten, beispielsweise GELUM > dzel, zel ›Eis‹ (aus lat. gelu(m); vgl. it. gelo);
- Ganz allgemein für die Dialekte Norditaliens charakteristisch sind Monophthongierung, Degeminierung, Affrizierung, intervokalische Sonorisierung, Apokope und damit verbunden die Auslautdesonorisierung, vgl. etwa öf ›Ei‹ (mit Monophthongierung, Apokope, Auslautdesonorisierung aus lat. ovu(m)), noc [nɔt͡ʃ] ›Nacht‹ (mit Affrizierung, Apokope aus lat. nocte(m)).

### Morphologie
Auf morphologischer Ebene ist der »subtraktive Plural« besonders bemerkenswert. Im Gegensatz zu den meisten indogermanischen Sprachen wird das Plural feminin zumeist nicht durch ein Suffix oder ein flektiertes Morphem, sondern durch den Wegfall des Auslauts markiert: la dona ›die Frau‹ > i don ›die Frauen‹.

### Syntax
Eine typische Eigenschaft des Lombardischen ist die post-verbale Negation, welche in den meisten anderen romanischen Sprachen unbekannt ist, zum Beispiel a vöri minga ›ich will nicht‹ im Gegensatz zum italienischen io non voglio ›ich nicht will‹, oder vör el minga trincà? ›will er nicht trinken?‹ im Gegensatz zum italienischen egli non vuole bere? ›er nicht will trinken?‹.

### Lexik
Eine weitere typische Eigenschaft ist die beträchtliche Verwendung idiomatischer Phrasalverben (Verb-Partikel-Konstruktionen), zum Beispiel trà ›ziehen‹, trà via ›verschwenden, wegwerfen‹, trà sü ›sich übergeben‹, trà fö(ra) ›wegnehmen‹; maià ›essen‹, maià fö(ra) ›verschwenden‹.

## Verwendung

Verbreitungsgebiet des Lombardischen

### In der Schweiz
In der Schweiz sind die lokalen lombardischen Varietäten im Allgemeinen besser erhalten und lebendiger. Anders als in der Deutschschweiz diente die Mundart im Kanton Tessin jedoch nie der Identität der nationalen Identifikation. Bis zum Zweiten Weltkrieg wurde sie von der Schule sogar aktiv bekämpft: Jedem Schüler, der mit den Kameraden Dialekt sprach, wurde eine Kennmarke in die Hand gedrückt, die er an den nächsten weitergeben musste, der gegen das Verbot des Mundartgebrauchs verstieß. Überdies wichen im Tessin die stark unterschiedlichen lokalen Mundarten schon seit dem Anfang des 20. Jahrhunderts einer Koiné, einer Ausgleichsmundart, die ihrerseits seit den 1960er-Jahren dem Standarditalienischen weicht.
Besonders im urbanen Teil des Tessins ist das Dialektsprechen heute weitgehend auf die Privatsphäre eingeschränkt; die Mundart zieht sich dementsprechend aus der Öffentlichkeit zurück. Dennoch lässt sich gerade in urbanen Gegenden auch ein gewisser Aufschwung der Mundart feststellen, sie kann dort als „Identitätssubstanz“ verstanden werden, als das Besondere, Tessiner zu sein. Einige Radio- und Fernsehprogramme, besonders Komödien, werden gelegentlich von Radiotelevisione Svizzera auf Lombardisch gesendet. Es gibt auch wenig Fernsehwerbung auf Lombardisch. In den Bünder Südtälern hat sich das Lombardische aufs Ganze gesehen besser erhalten als im Tessin und wird dort noch von allen Generationen gesprochen.
Die wichtigste Forschungsinstitution, die sich mit lombardischen Dialekten beschäftigt, ist das CDE – Centro di dialettologia e di etnografia in Bellinzona, das vom Kanton Tessin betrieben wird. Seit 1952 erarbeitet es das vielbändige Vocabolario dei dialetti della Svizzera italiana (VSI), und im Dezember 2004 veröffentlichte das CDE als dessen Kurzfassung das Lessico dialettale della Svizzera italiana (LSI), ein fünfbändiges Wörterbuch für alle lombardischen Varietäten, die in der Schweiz gesprochen werden. 2013 erschien schließlich ein umgekehrt, das heißt standarditalienisch – lombardisch angeordnetes, zweibändiges Wörterbuch namens Repertorio italiano – dialetti (RID).
Gesetzlich ist das Lombardische in der Schweiz nicht als Sprache anerkannt, die entsprechenden Gegenden gelten als italienischsprachig. Das Lombardische wird als italienischer Dialekt betrachtet und analog zu den Deutschschweizer Dialekten behandelt.

### In Italien
In Italien wird das Lombardische heutzutage aus historischen und sozialen Gründen eher selten verwendet. Eine von der italienischen Standardsprache abweichende Varietät zu sprechen, gilt als Ausdruck schlechter Bildung und niederer sozialer Herkunft. Italienische Politiker rieten von der Verwendung des Lombardischen ab, da die Sprache als hinderlich für die Entstehung einer nationalen Identität betrachtet wurde. Heutzutage gebrauchen in der italienischen Lombardei Menschen unter vierzig Jahren fast ausschließlich die italienische Standardsprache im Alltag, da der Schulunterricht und die Medien vom Italienischen geprägt sind. Lombardischsprecher werden mit einem Fremden fast immer Italienisch sprechen. Die Beliebtheit moderner Sänger, die in einer lombardischen Varietät singen, ist ein relativ neues Phänomen in der Schweiz und Italien.